# Scornicești
Scornicești je město v župě Olt v Rumunsku, které spravuje 13 obcí (Bălțați, Bircii, Chițeasca, Constantinești, Jitaru, Mărgineni-Slobozia, Mihăilești-Popești, Mogoșești, Negreni, Piscani, Rusciori, Șuica a Teiuș), a jeho celková rozloha činí 170 km². Jedná se o lokalitu s největší rozlohou v župě Olt, která je větší než její hlavní město Slatina. Scornicești se nachází v historické oblasti tzv. Munténie. Status města oficiálně získalo v roce 1989 v důsledku Rumunského programu systemizace venkova.

## Historie
Scornicești je rodným městem komunistického vůdce Nicolae Ceaușesca, který zde žil až do svých 11 let, kdy odešel do Bukurešti, aby se zde vyučil ševcem. Během své diktatury chtěl ze Scornicești udělat „modelové město“, kde by sídlil nově vytvořený „Socialistický člověk“. V roce 1988 zahájil svůj plán zbouráním tradičních vesnických domů, jejich nahrazením činžovními domy a změnil status z vesnice na město (buldozery však nezničily Ceauşescův rodný dům, který je nyní jednou z místních atrakcí).
Ceaușescu dal také postavit velký stadion (s kapacitou 18 tisíc diváků) pro místní fotbalový tým FC Olt, který byl s pomocí Ceaușesca povýšen do Ligy I. V současné době hraje tým v přeboru župy Olt.
Ve městě se nachází energetický systém solárních panelů fotovoltaický park Scornicești.

## Rodáci
- Radu Băldescu
- Ion Barbu (fotbalista, 1977)
- Nicolae Ceaușescu
- Valentin Coșereanu
- Emil Dică